# Serverfarm

Schematische weergave van een serverfarm.

Een serverfarm is een groep van genetwerkte servers die zijn verbonden via een logisch systeem. Het verdeelt de belasting tussen afzonderlijke servers, en zorgt voor een versnelling door gebruik te maken van de rekenkracht van verschillende servers. Hierbij wordt speciale software gebruikt voor belastingverdeling.

## Ontwerp
Een voordeel van een serverfarm is het gecentraliseerde beheer en de horizontale schaalbaarheid. Hierdoor is een snelle en eenvoudige aanpassing mogelijk naarmate van de vraag. Door het redundant uitvoeren van de infrastructuur, zoals dubbele bekabeling, stroomvoorziening en netwerkaansluiting, wordt een hogere betrouwbaarheid bereikt.

## Prestaties
De prestaties van de grootste serverfarms wordt beperkt door de koelingscapaciteit van het datacenter en de elektriciteitskosten die daarbij gepaard gaan.
Omdat computers in een serverfarm 24 uur per dag draaien wordt uitgegaan van prestatie per watt in plaats van piekprestaties. Voor elke 100 watt aan vermogen nodig om de servers te laten draaien is volgens een schatting circa 50 watt nodig om ze te koelen. Hierdoor is de locatie van een serverfarm net zo belangrijk als de keuze van de componenten. Landen als IJsland, Canada, Finland, Zweden en Zwitserland proberen daarom cloudcomputing datacenters aan te trekken vanwege de voor een serverfarm gunstige klimaatcondities.